# Goura victoria
La paloma crestada Victoria o gura Victoria (Goura victoria) es una especie de ave columbiforme de la familia Columbidae endémica de Nueva Guinea se conocen varias subespecies.

## Características

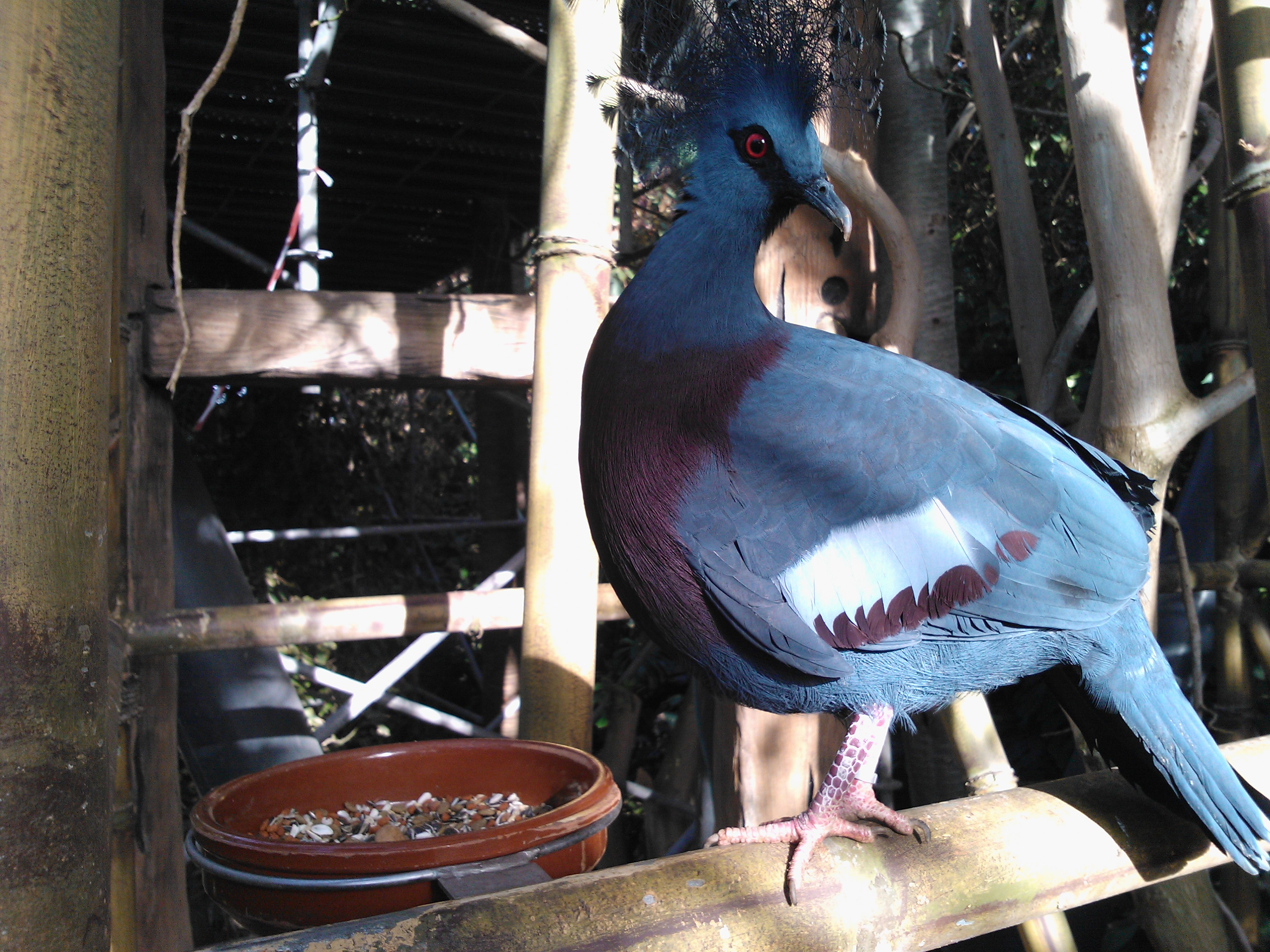
Pájaros en el Loro Parque.

Es la paloma más grande, puede llegar a unos 73 o 75 centímetros de longitud del cuerpo, coloración azulada grisácea con cresta azul elegante, pecho castaño e iris rojo. El ave puede reconocerse fácilmente por poseer las únicas puntas blancas en su cresta. Solamente ponen un huevo, el cual eclosiona después de 30 días.

## Historia natural
Habita en el bosque de las tierras bajas del norte de Nueva Guinea y las islas circundantes.  Su  dieta consiste principalmente en frutas, semillas e invertebrados.
Debido a la continua destrucción del hábitat, y la caza para la obtención de sus plumas y carne, esta paloma está en estado casi amenazado según la IUCN, en la Lista Roja de especies amenazadas. Se lista en el apéndice II de CITES.

## Subespecies
Se reconocen dos subespecies de Goura victoria:
- Goura victoria victoria - Islas Yapen y Biak (Nueva Guinea).
- Goura victoria beccarii - Norte de Nueva Guinea.

## Galería

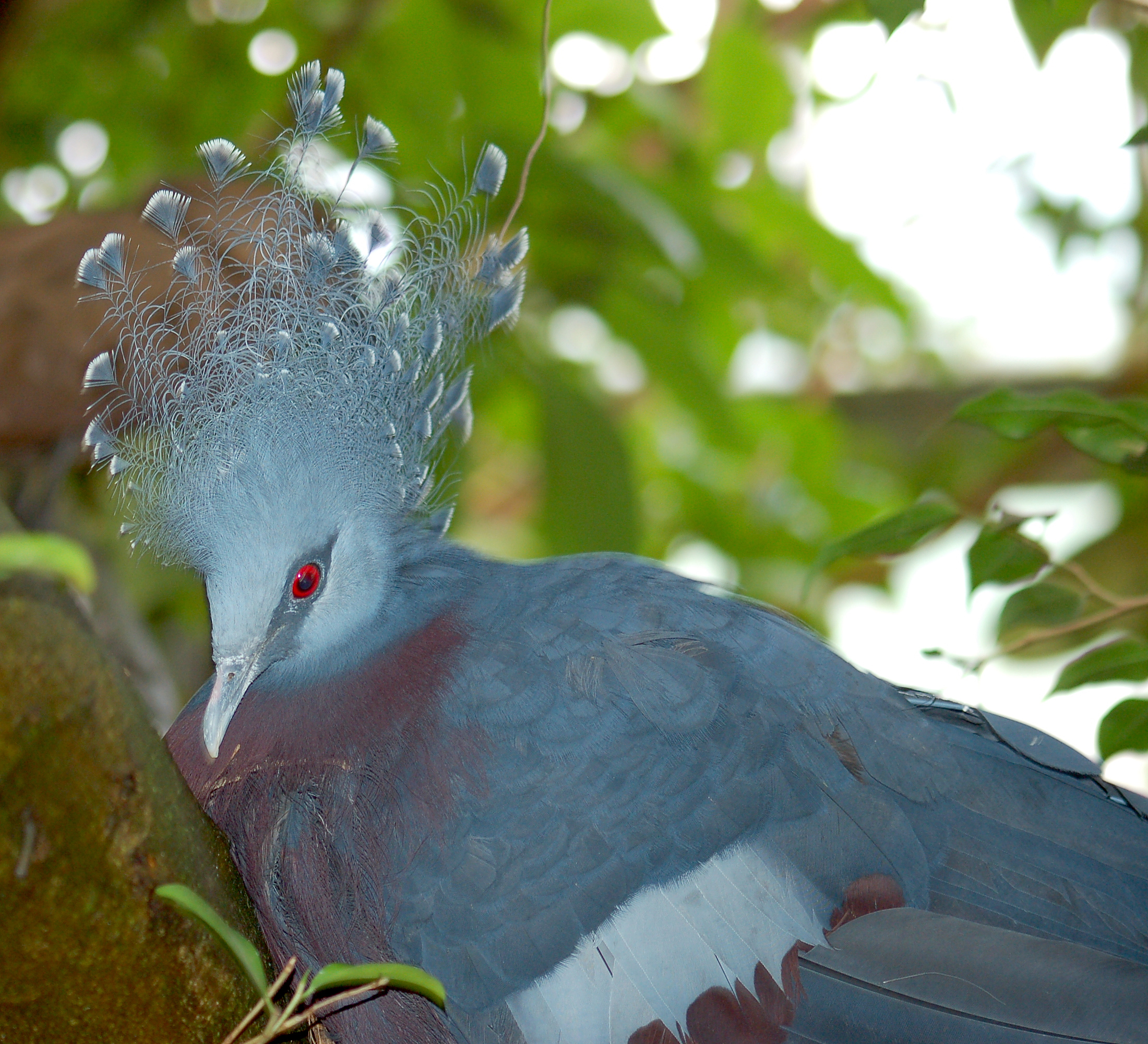
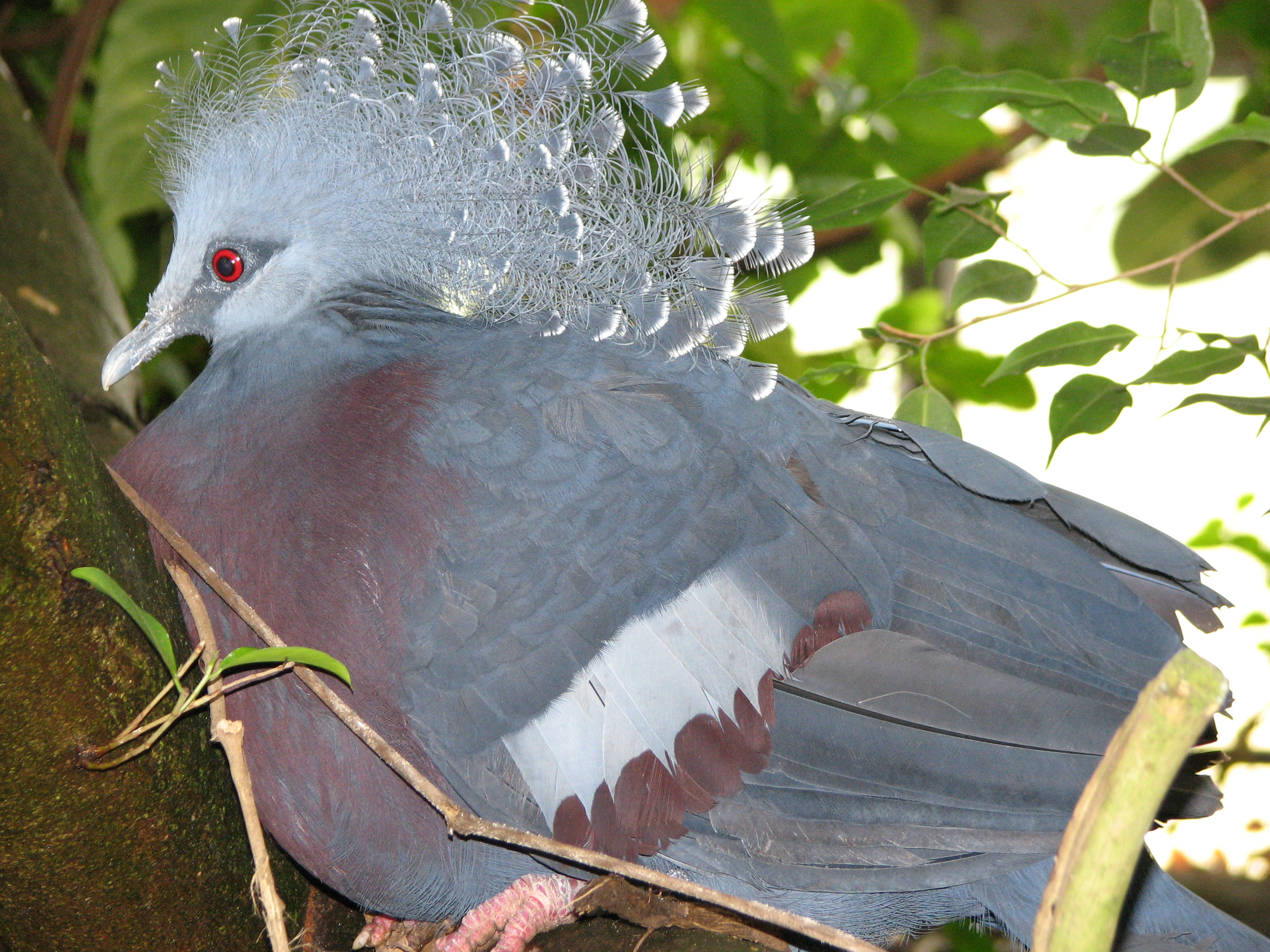
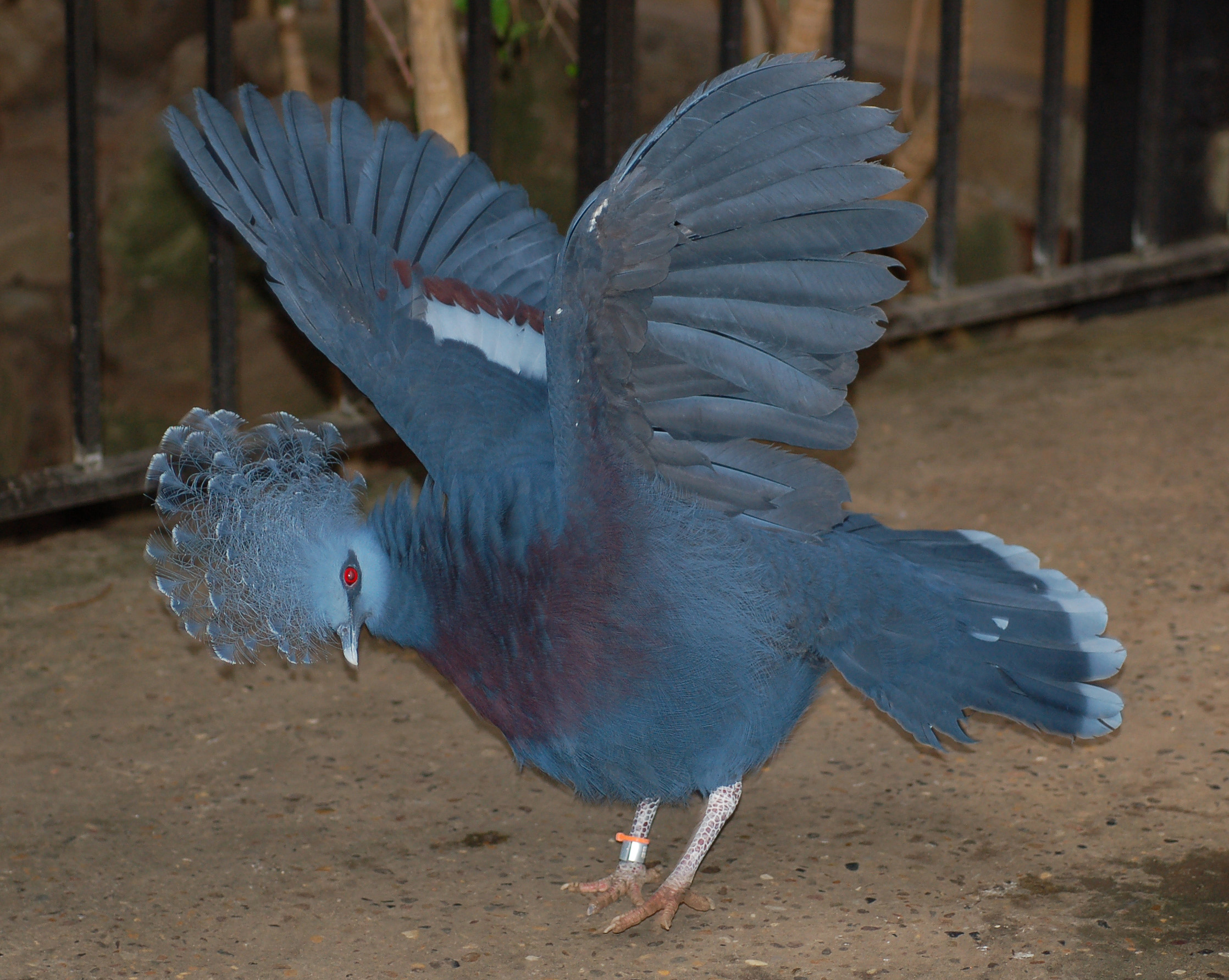